# 18605 Jacqueslaskar
18605 Jacqueslaskar (1998 BL26) là một tiểu hành tinh vành đai chính được phát hiện ngày 28 tháng 1 năm 1998 bởi Khảo sát tiểu hành tinh OCA-DLR ở Caussols.